# St. Marien (Schwerz)

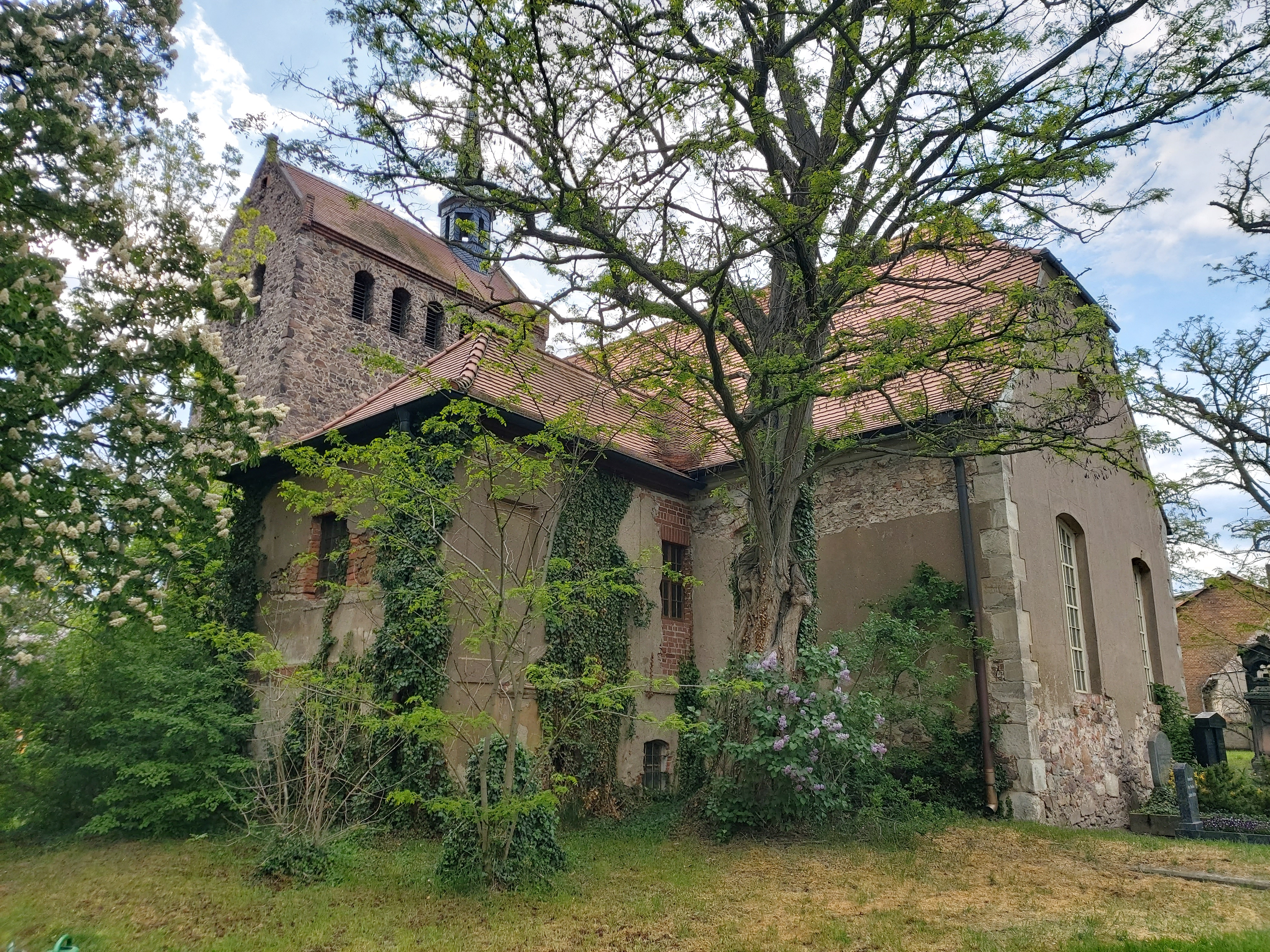
Schwerz, Außenansicht der Kirche

Die Kirche St. Marien ist die Dorfkirche in Schwerz, einem Ortsteil von Landsberg im Saalekreis in Sachsen-Anhalt. Im lokalen Denkmalverzeichnis ist das Bauwerk unter der Erfassungsnummer 094 55335 verzeichnet. Die Kirchengemeinde Schwerz gehört zum Kirchengemeindeverband Schwerz im Kirchenkreis Halle-Saalkreis der Evangelischen Kirche in Mitteldeutschland (EKM).

## Geschichte
Eine erste Kirche wurde in Schwerz im 12. Jahrhundert errichtet, von diesem Bauwerk ist heute noch der breite Westquerturm erhalten. Im Dreißigjährigen Krieg erlitt die Kirche wie auch der Ort große Schäden und wurde 1665 wieder hergerichtet.
1729 erfolgte ein großer Umbau im barocken Stil, das Kirchenschiff wurde komplett neu erbaut und um eine doppelgeschossige Sakristei im Süden ergänzt, die im oberen Teil eine Patronatsloge beherbergte. 1883 wurde der gesamte Baukörper renoviert und der Dachreiter auf das Satteldach des Kirchturmes aufgesetzt. Nach der Wende verringerte sich die Nutzung des Gotteshauses immer weiter, seit etwa zehn Jahren wird die Kirche gar nicht mehr gottesdienstlich genutzt. 

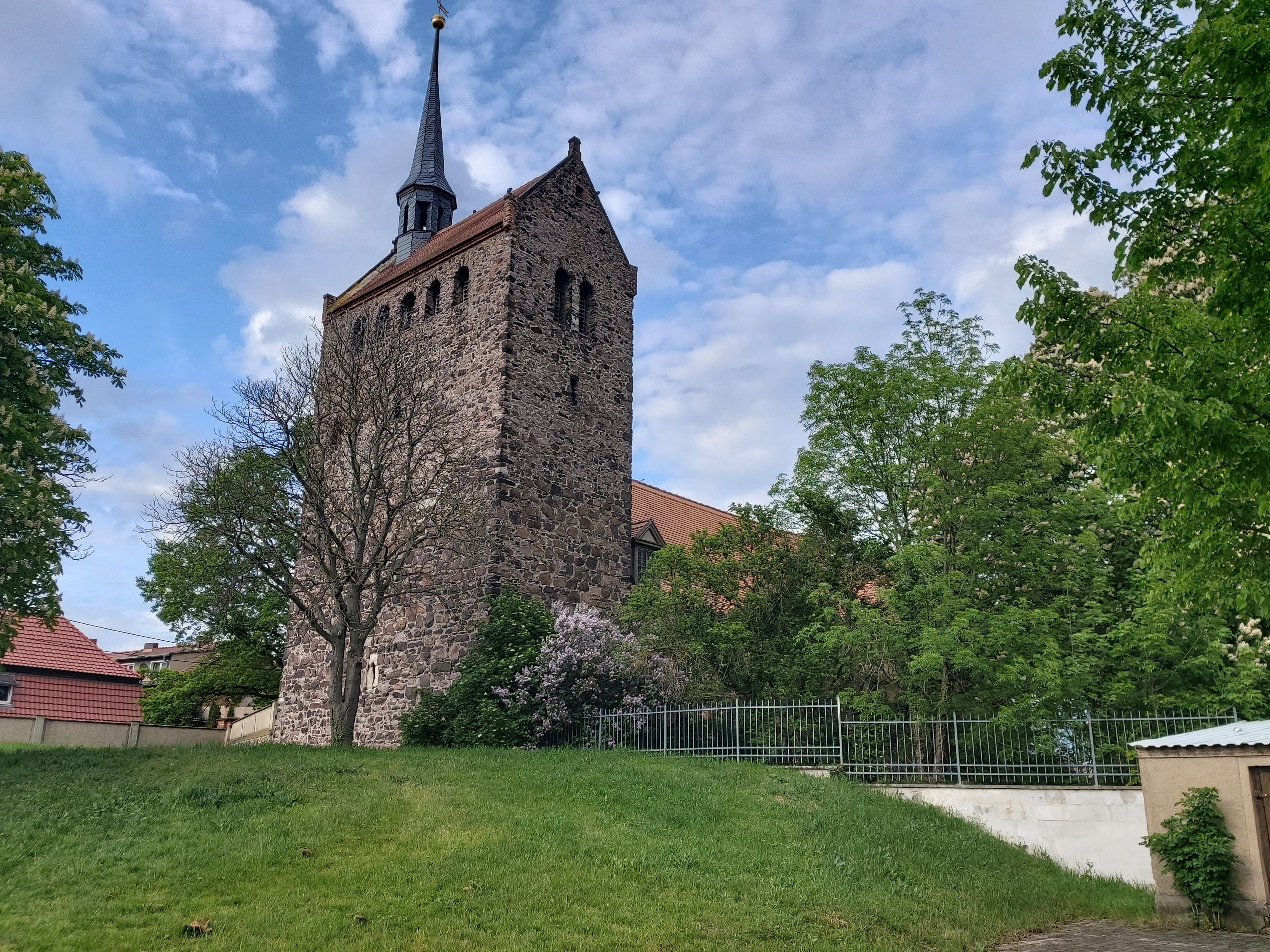
Ansicht von Südwest

## Architektur und Ausstattung
Die Kirche steht auf einer kleinen Anhöhe an der Dorfstraße, umgeben vom Friedhof. Es handelt sich um einen einschiffigen Saalbau mit im Süden angebauter doppelgeschossiger Sakristei mit Patronatsloge. Im Westen befindet sich ein breiter Querturm über die ganze Breite des Kirchenschiffes, der aus Bruchsteinmauerwerk erbaut ist. Das Kirchenschiff ist verputzt, der Turm hingegen steinsichtig. Der Turm besitzt einen asymmetrisch aufgesetzten kleinen Dachreiter mit schlankem, spitzem Helm. Das Kirchenschiff besitzt Segmentbogenfenster, der Turm besitzt je fünf kleine Rundbogenfenster in der Glockenstube. 
Das Innere beinhaltet eine wert- und qualitätvolle Innenausstattung im barocken Stil. Die Decke ist als hölzerne Tonnendecke ausgeführt und mit biblischen Figuren bemalt. Der qualitätvolle Kanzelaltar zeigt zwei ionische Säulen und auf dem Schalldeckel einen Engel mit der heiligen Schrift. Auf dem Giebel ist eine Figur des Auferstandenen, umgeben von einer Wolkenstrahlglorie und zwei Putten zu sehen. Das Taufbecken ist kelchförmig und rund, mit schlankem Schaft. Die Empore ist im Westen doppelgeschossig, das untere Geschoss ist als Hufeisenempore ausgeführt und zeigt in den blauen Zierfeldern Bibelworte. Die obere Empore schwingt in der Mitte leicht nach vorne und zeigt eine durchbrochene Balustrade. Die Fensternischen zeigen Reste von ornamentaler Bemalung.

## Orgel
Die heutige Orgel wurde durch die Firma Wilhelm Rühlmann aus Zörbig im Jahre 1885 errichtet. Sie trägt die Opusnummer 69 und besitzt 12 Register auf zwei Manualen und Pedal. Die Trakturen sind mechanisch, die Orgel ist unspielbar und im Zustand schwer bedroht.

## Glocken
Drei Glocken trägt der massive Turm in einem hölzernen Glockenstuhl mit drei Gefachen. Die kleinste Glocke mit einer länglichen, quasi Zuckerhut-Form stammt wahrscheinlich aus der Erbauungszeit der Kirche und ist damit ein überaus wertvolles Instrument.
Zwei andere, ebenso alte Glocken wurden 1942 wohl freiwillig zu Rüstungszwecken abgegeben. An ihrer statt kamen um 1960 zwei Eisenhartgussglocken der Firma Schilling & Lattermann mit den Nominalen es′ – g′ auf den Turm, sie hängen an gekröpften Jochen. Besonders die große Glocke belastete den Turm sehr. Heute werden die Glocken gar nicht mehr geläutet, der Uhrschlag klingt auf der großen Glocke. Die Disposition des stummen Geläutes lautet es′ – g′ – c″. Die große Glocke läutet quer zur Richtung des Kirchenschiffes.

## Zustand
Der bauliche Zustand der Kirche ist heute (Stand 2022) bedenklich, da das Bauwerk seit ca. zehn Jahren nicht mehr genutzt wird. Der Außenputz bröckelt, ebenso wie das Mauerwerk des Westturmes, das durch das zu schwere Eisengeläut zusätzlich angegriffen wurde. Die Ostfront der Kirche ist durch Efeubewuchs ebenfalls angegriffen. Die Deckenverkleidung der Holztonne zeigt große Löcher, von der Orgelempore fehlt auf der Südseite ca. ein Drittel. Die Verkleidung bzw. Fassade der Patronatsloge ist heute nicht mehr vorhanden, stattdessen stehen dort Stützbalken. Auch die Empore muss durch solche Balken, die teilweise bis auf den Boden des Kirchenschiffes reichen, gestützt werden. Die Orgel ist ebenfalls stark angegriffen. Eine umfangreiche, denkmalgerechte Sanierung des Bauwerkes ist unumgänglich.